# St. Albans (Wirginia Zachodnia)
St. Albans – miasto w Stanach Zjednoczonych, w stanie Wirginia Zachodnia, w hrabstwie Kanawha.